# Salpingotulus michaelis
Salpingotulus michaelis е вид бозайник от семейство Тушканчикови (Dipodidae), единствен представител на род Salpingotulus.

## Разпространение
Видът е разпространен в Пакистан.